# Luigi Granata
Luigi Granata, né en 1776 et mort en 1841, est un agronome et un économiste italien.

## Biographie
Luigi Granata est né le 11 novembre 1776 à Rionero in Vulture de Benedetto et Rosa Melchiorre. Son père, un médecin, traducteur, et riche propriétaire terrien, l'envoie à Naples pour suivre des études de droit.

## Œuvres
- Teorie elementari per gli agricoltori raccolte e messe in ordine da Luigi Granata, 3 voll., Napoli, presso i socj De Bonis e Morelli, 1824.
- Discorso su la geologia, le produzioni, e la economia rustica del monte Ermio, Napoli, s.n., 1830.
- Coltivazione delle piante conosciute più utili all'uomo ed agli animali domestici ..., Napoli, Nunzio Posca, 1830.
- Economia rustica per lo regno di Napoli, 2 voll., Napoli, Nunzio Posca, 1830.
- Elementi di agronomia e della scienza selvana ad uso della scuola di applicazione di ponti e strade ..., Napoli, G. Nobile, 1839.
- Catechismo agrario ad uso delle scuole elementari stabilite nelle comuni del Regno di Napoli, Napoli, Tip. di N. Vanspandoch e c., 1841.
- Della architettura rurale. Trattato elementare, Napoli, F. Rossi Romano, 1851.